# Ансель Адамс

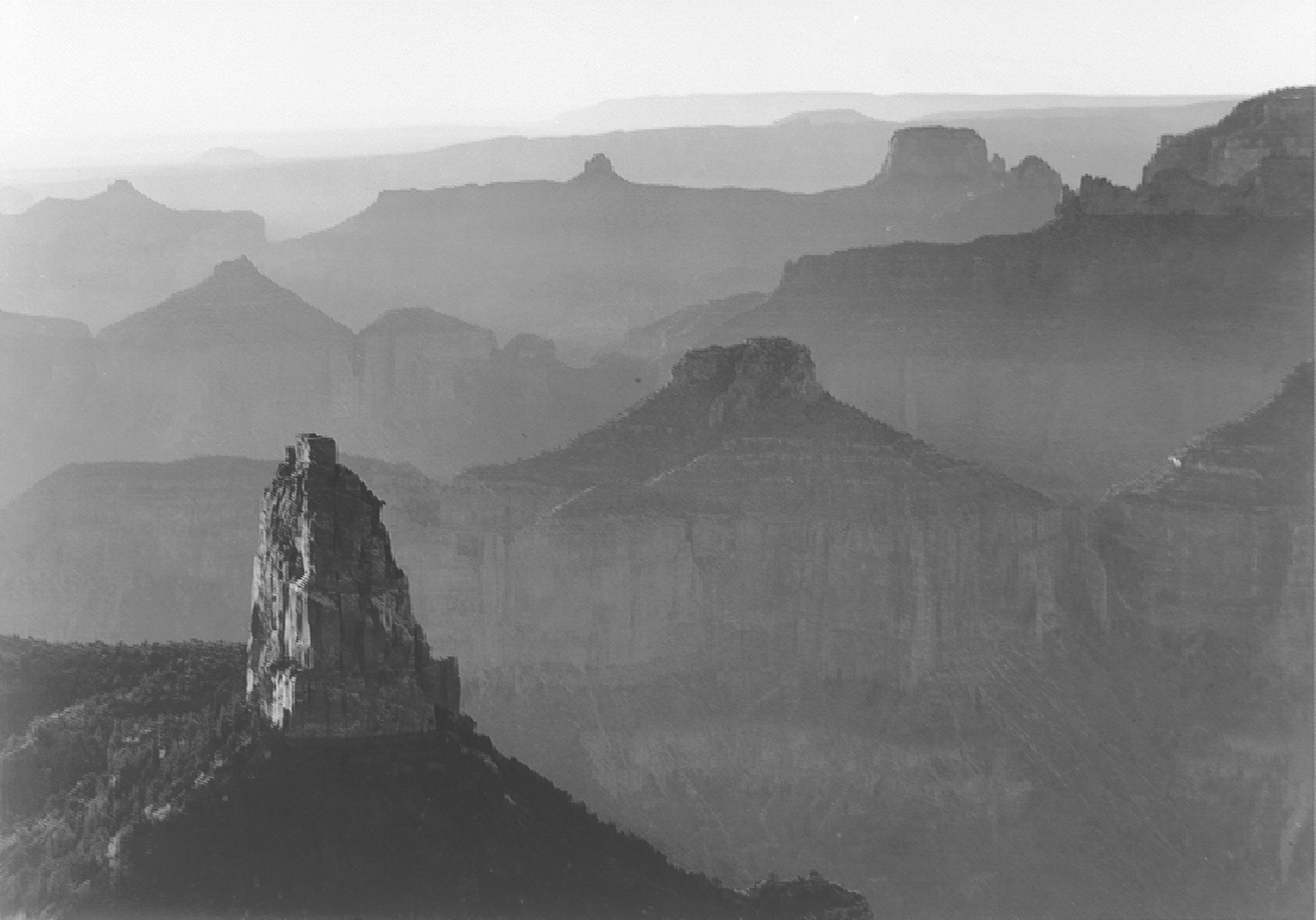
Національний парк Великий Каньйон

Ансель Адамс (англ. Ansel Adams; 20 лютого 1902 — 22 квітня 1984) — американський фотограф.

## Життєпис
Народився 20 лютого 1902 року у Сан-Франциско.
Початково Адамс захоплювався грою на піаніно, а фотографією зацікавився після перегляду робіт Пола Стренда. Він довго обирав між кар'єрою фотографа та піаніста.
Ансель Адамс був завзятим мандрівником і здійснив багато подорожей національними парками Сполучених Штатів як член природоохоронного товариства Клуб Сьєрра.
Найвражаючим доробком Анселя Адамса є чорно-білі фотографії національних парків Йосеміт та Єловстоун, Великого Каньйону в Аризоні. Він також відомий як автор книг на тему фотографії, співзасновник товариства Група f/64 (Group f/64), розробник зонної теорії експозаміру.
Помер Ансель Адамс 22 квітня 1984 року. Того ж року одну з пустель було перейменовано на його честь. Ще за рік на його честь було названо вершину заввишки 3584 метри у Сіерра Невада.